# Hrîbova Rudnea, Ripkî
Hrîbova Rudnea (în ucraineană Грибова Рудня) este un sat în comuna Oleșnea din raionul Ripkî, regiunea Cernihiv, Ucraina.

## Demografie
Componența lingvistică a localității Hrîbova Rudnea
     Ucraineană (95,99%)
     Rusă (2,34%)
     Alte limbi (1%)
Conform recensământului din 2001, majoritatea populației localității Hrîbova Rudnea era vorbitoare de ucraineană (95,99%), existând în minoritate și vorbitori de rusă (2,34%).